# Ashley Slater

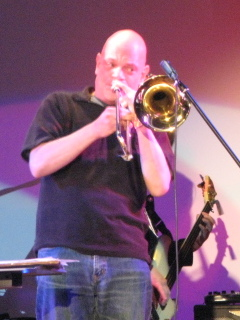
Ashley Slater, 2011

Ashley W. Slater (* 20. April 1961 in Schefferville, Québec) ist ein kanadischer Jazzmusiker (Posaune, Tuba), Sänger und Stimmkünstler.

## Karriere
Ashley Slater wuchs in Hanford (Kalifornien) auf und wanderte 1977 nach Edinburgh aus. Er trat der Regimental Band of the Royal Scots bei und spielte bis 1983 in dieser Armeeband Posaune. Anschließend studierte er am National Center for Orchestral Studies in Greenwich (London). Ab 1984 gehörte er als Posaunist zu den Loose Tubes, bei denen er sechs Jahre blieb und wo er auch auf der Tuba spielte. Daneben arbeitete er mit Django Bates und seinen Delightful Principles, mit George Russells Timeless Orchestra, dem London Jazz Orchestra, der Carla Bley Big Band und mit Andy Sheppard. Ab März 1999 spielte er in Gary Crosbys Jazz Jamaica Allstars.
1988 erschien das erste Album mit seiner Band Microgroove. Zusammen mit Norman Cook (alias Fatboy Slim) gründete er 1993 die Band Freak Power 1995 war ihr Song Turn on, Tune in, Cop Out in den europäischen Hitparaden. Nach der Auflösung der Band arbeitete er an Soloprojekten. 2002 gab er sein erstes Soloalbum Biglounge heraus. 2007 folgte das Album Cellophane. Mit Freddy Fresh gründete er die Electro-Swing-Band Kitten & The Hip, mit der er 2014 das Album Hello Kitten vorlegte.
Als Stimmkünstler übernahm er in verschiedenen TV-Serien (u. a. Jim Jam & Sunny) und Filmen Sprechrollen. An der Southampton Solent University ist er Dozent für Urban and Electronic Music.

## Lexikalischer Eintrag
- John Chilton: Who’s Who in British Jazz Continuum, London 2004, ISBN 0-8264-7234-6.